# Mitrailleuse Hotchkiss modèle 1914
La mitrailleuse Hotchkiss Modèle 1914 est une arme à feu automatique en usage dans l’armée française au début du XXe siècle. Version améliorée de la mitrailleuse Hotchkiss modèle 1900, la mitrailleuse Hotchkiss modèle 1914 en calibre 8 mm Lebel était la principale arme automatique de l'armée française pendant les dernières années de la Première Guerre mondiale. Elle fut également utilisée par le corps expéditionnaire américain (A.E.F) en 1917 et 1918. Fabriquée en France à Saint-Denis et à Lyon par les Établissements Hotchkiss et Cie, elle fut également exportée et fabriquée sous licence à l'étranger.

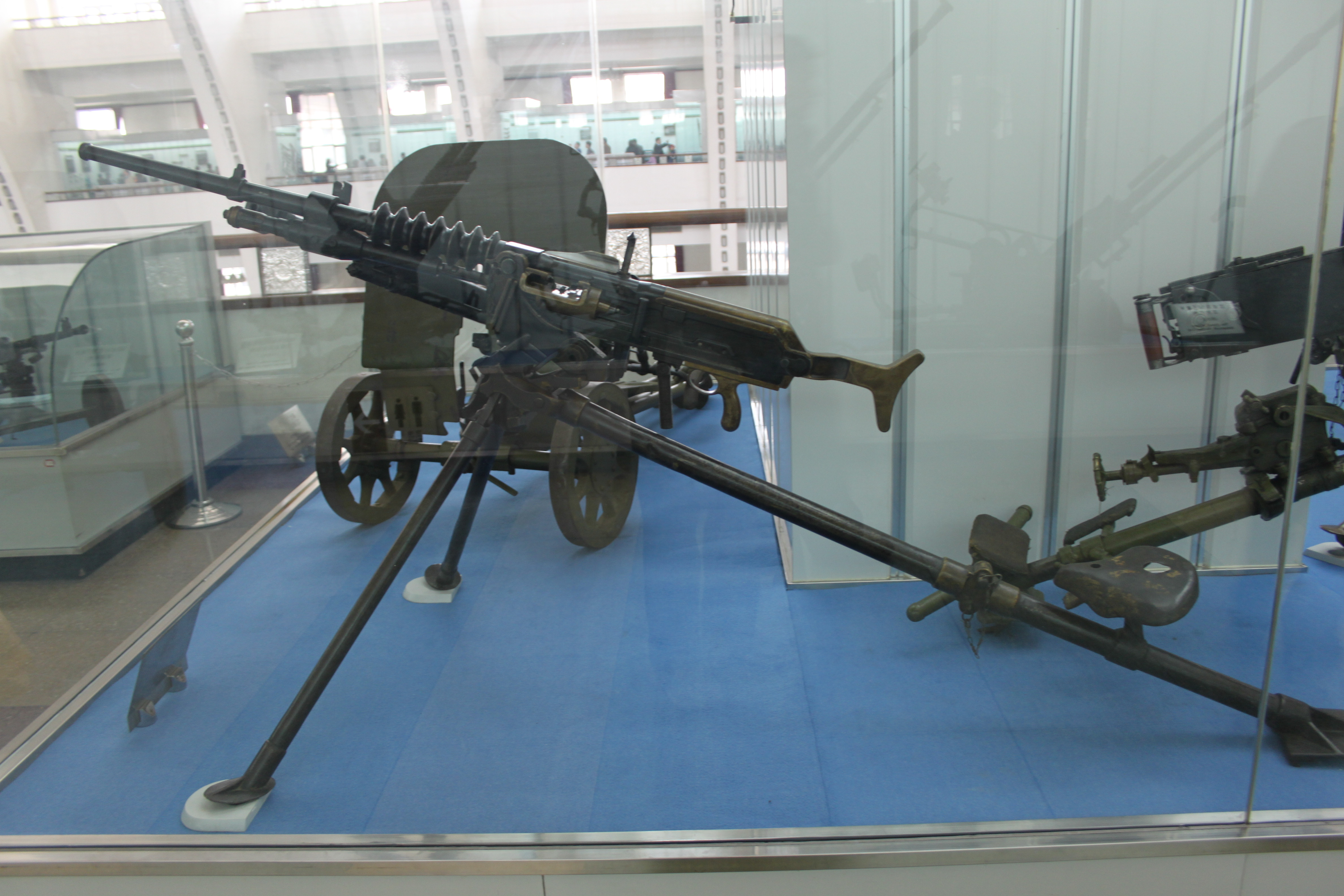
La Mitrailleuse Hotckiss M1900 fut en service dans l'Armée impériale japonaise. Elle fut employée efficacement lors la Guerre russo-japonaise. Durant la Seconde Guerre sino-japonaise, les soldats nippons utilisèrent une version locale simplifiée.

## Présentation technique
La firme privée Hotchkiss et Cie, à Saint Denis, acheta en 1893 au capitaine austro-hongrois Adolf Odkolek von Újezd (de) un brevet couvrant une arme automatique à emprunt de gaz. À partir de ce brevet les ingénieurs de la maison Hotchkiss, notamment MM. Benet et Mercie, mirent au point en 1897 un premier prototype disponible la même année et qui fut constamment amélioré par étapes jusqu'en 1914.
Le premier modèle de la mitrailleuse Hotchkiss, largement commercialisé à partir de 1900, comportait une crosse métallique en cuivre et une sûreté. Avec sa crosse d'épaulement, cette première version connue comme Hotckiss modèle 1900 mesure  139 cm pour 28 kg. En 1914, Hotchkiss supprima la crosse et tout dispositif de sécurité manuelle. La mitrailleuse Hotchkiss modèle 1914 comporte une poignée-pistolet en laiton sous la carcasse, un couloir d'alimentation également en laiton et une poignée de maintien en acier à l'arrière de l'arme. L'arme ne comporte que 30 pièces et son démontage est relativement aisé et rapide. Le canon, en particulier, peut-être remplacé sur le terrain avec une clef spéciale.
Elle fonctionne toujours par emprunt des gaz avec un piston réglable situé sous le canon et refroidissement par air (cinq ailettes). Elle est alimentée par des bandes métalliques rigides de 24 cartouches ou bien, comme sur les chars d'assaut, par des bandes métalliques articulées de 250 cartouches. La hausse est graduée jusqu'à 2 400 m. La mitrailleuse Hotchkiss modèle 1914 peut être utilisée sur affût trépieds Hotchkiss modèle 1914 et 1916 ou bien sur affût trépieds Omnibus modèle 1907 et 1915. Ces affûts sont repliables et permettent un réglage précis en direction et hauteur ainsi que le tir bloqué.

## Utilisation
Produites de 1900 à 1920, les 65 000 mitrailleuses lourdes Hotchkiss modèle 1900/1914 servirent dans les armées belge, brésilienne, espagnole, américaine, grecque, italienne, mexicaine, norvégienne, polonaise, serbe dans le cadre de l'assistance militaire française. Ces mitrailleuses connurent donc le feu lors de la guerre russo-japonaise, de la révolution mexicaine, de la Première Guerre mondiale, de la guerre civile espagnole, de la Seconde Guerre mondiale.
L'armée française l'employa encore lors de la guerre d'Indochine et de la guerre d'Algérie, pour armer les Harkis ; un petit nombre de ces mitrailleuses, capturées lors d'embuscades, ont été réutilisées par les indépendantistes.

### France

#### Combat d'infanterie
Le bon comportement de cette arme conforta dans leur choix les services de l'armée française qui avaient déjà essayé plusieurs prototypes Hotchkiss en 1897 et 1898. La mise en essais dans les corps de troupe de la mitrailleuse légère Hotchkiss modèle 1908 confirma rapidement les qualités de l'arme. Elle fut adoptée par l'armée française et mise en service dans les troupes coloniales et les chasseurs alpins. L'infanterie française, par contre, fut exclusivement équipée avec des mitrailleuses Saint-Étienne modèle 1907, arme mise au point par la MAS en modifiant la mitrailleuse de Puteaux.
La mitrailleuse Hotchkiss était une arme robuste et précise d'un fonctionnement sûr et régulier même dans les conditions les plus difficiles de combat. La mitrailleuse Hotchkiss modèle 1914 remplaça la mitrailleuse Saint-Étienne modèle 1907, au fonctionnement aléatoire, à partir de l'année 1917. En 1932, elles sont dotées de la munition modèle 1932 N qui permet d'utiliser les mitrailleuses des ouvrages fixes jusqu'à la distance de 4 500 m avec une précision acceptable. La mitrailleuse Hotchkiss était toujours en dotation dans l'infanterie française en 1940 bien qu'elle ait été largement dépassée à partir des années 1930, à cause de son poids trop élevé, son alimentation par bandes rigides et ses munitions en 8 mm Lebel.

#### Défense contre avions
L'arme assure la défense anti-aérienne de tous les types d'unités militaires, avec à ses côtés la Saint-Étienne modèle 1907, affectée plus particulièrement aux troupes d'artillerie ou du train. La version monotube est dotée d'une rallonge d'affût modèle 1928, d'une crosse à épaulière et peut être montée sur une plate-forme motorisée. La version bitube est installée sur affût modèle 1926 pour mitrailleuses jumelées. La Marine nationale française utilisait ces versions pour la défense anti-aérienne  de ses unités.

#### Utilisation sur véhicules
La mitrailleuse équipe divers véhicules et blindés, dont les automitrailleuses White TBC, Panhard-Genty 24 HP et Laffly 50 AM, les chars Saint-Chamond, Schneider CA1, Renault FT et FCM 2C.

### États-Unis d'Amérique
En 1917-1918, 7 000 Hotchkiss en 8 mm Lebel ont également été fournies au corps expéditionnaire américain en France qui en fera un très large usage.

### Japon
L'empire du Japon utilisa la mitrailleuse Hotchkiss modèle 1897 avec succès lors du conflit avec l'empire de Russie en 1905.

### Norvège
La Norvège en produit sous licence dans la Fabrique d'armes de Kongsberg à partir de 1899. D'abord la Hotchkiss M/98 (calibre 10,15X61R) en 5 exemplaires entre juillet et octobre 1899 après en avoir reçu 26 de France, puis 169 Hotchkiss M/98 (6,5 mm) livré du 5 décembre 1899 jusqu'en 1925. En 1900, 30 de ces dernières sont livrés.
Les mitrailleuses n'étaient pas produites sur une chaîne de montage mais par des groupes d'armuriers dirigés par un artisan qualifié.

## Médias

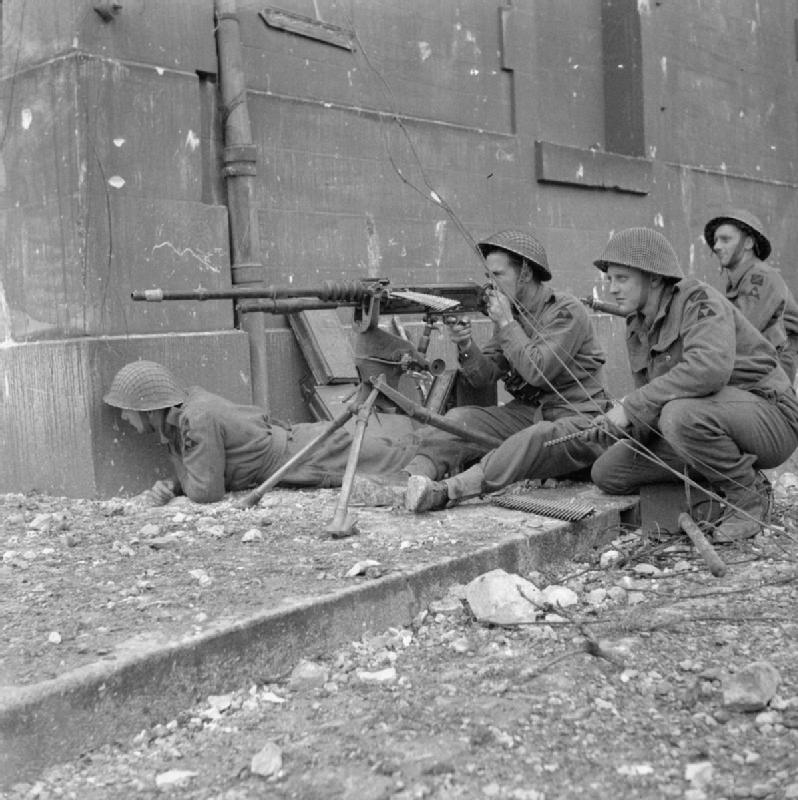
Soldats anglais du 1st King's Own Scottish Borderers (KOSB) utilisant une Hotchkiss modèle 1914 capturée aux allemands durant les combats de rues de Caen (10 juillet 1944)
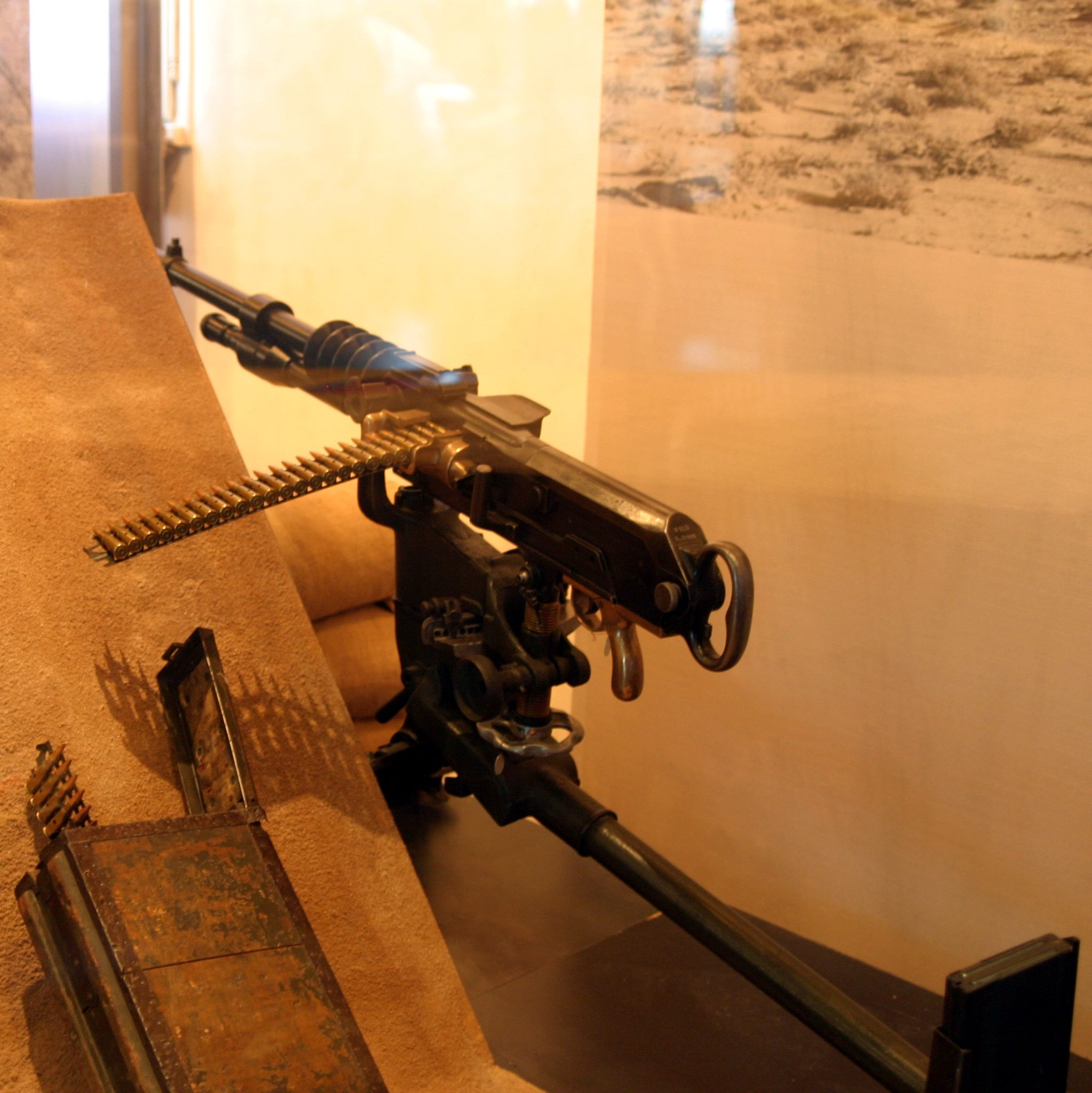
Hotchkiss modèle 1914 avec bande de cartouches, trépied et flèche arrière extensible sur laquelle coulisse un siège pour le tireur
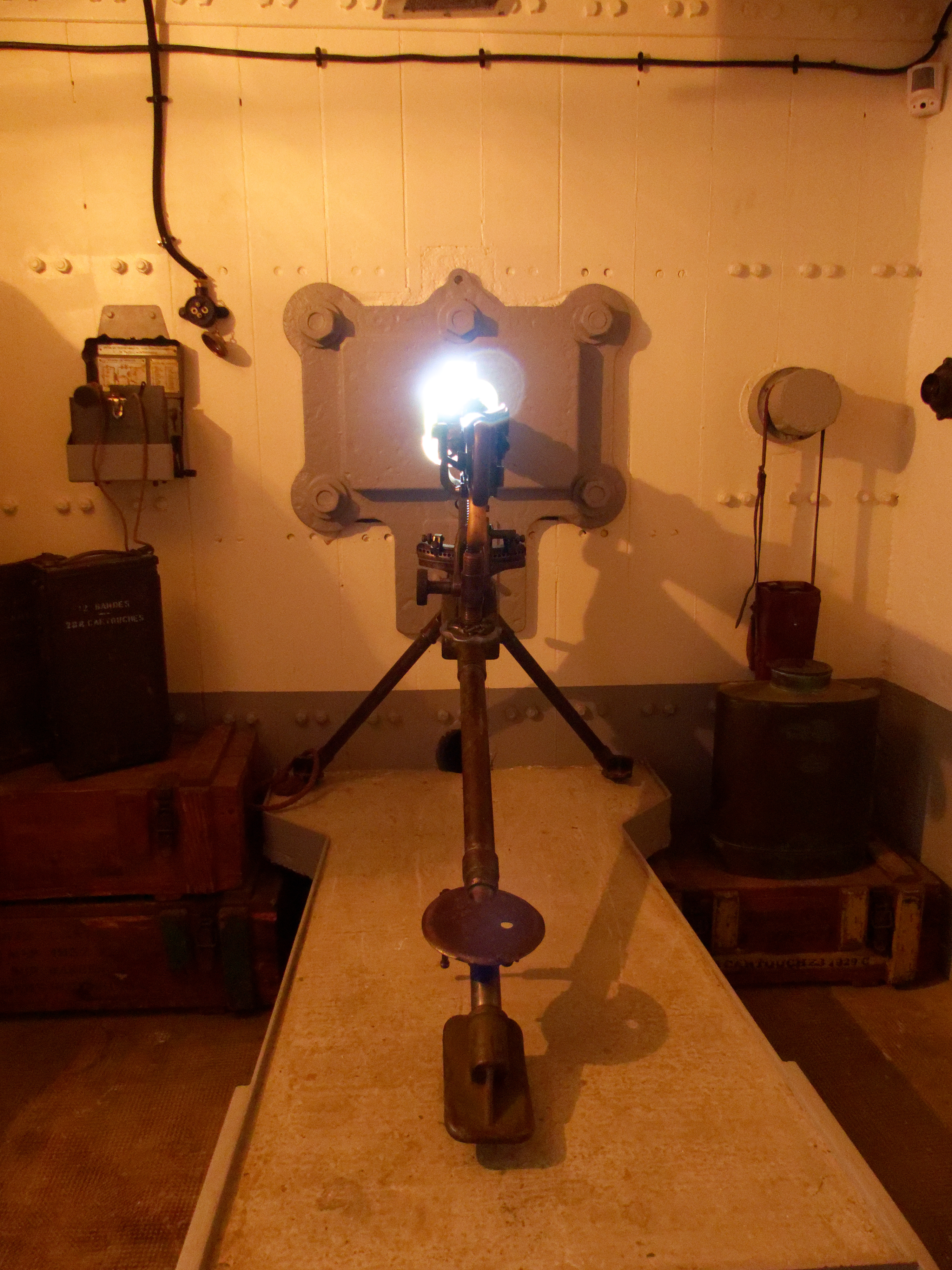
Hotchkiss avec son pulvérisateur à droite[6][source insuffisante].
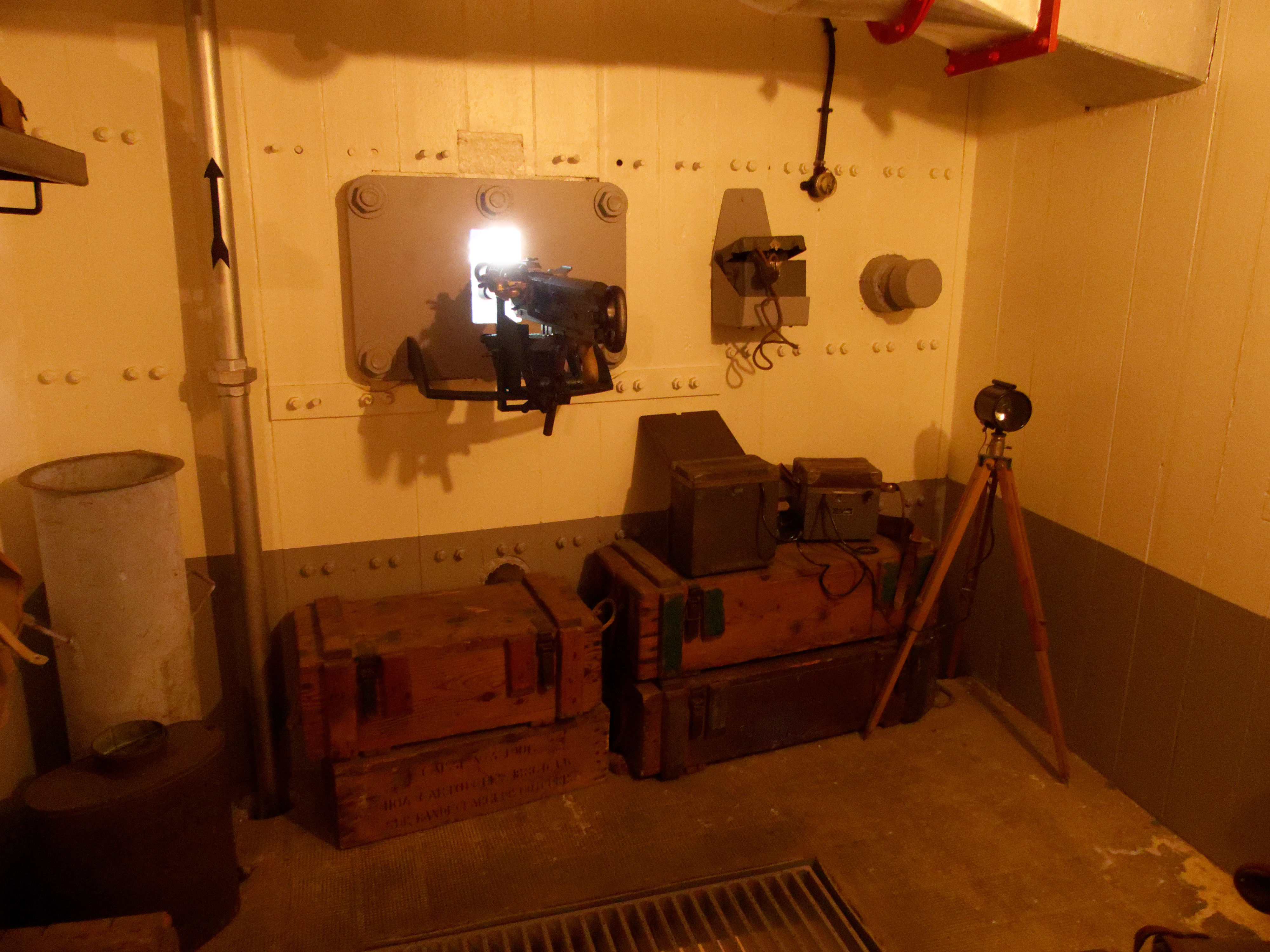
Créneau à trémie équipé d'une Hotchkiss sur affût spécial.
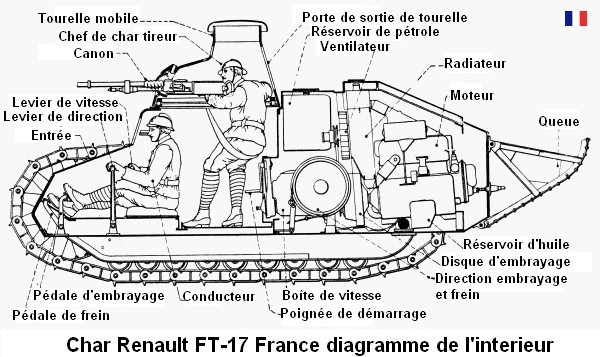
Vue en coupe du char Renault FT équipé d'une mitrailleuse Hotchkiss modèle 1914, 1917
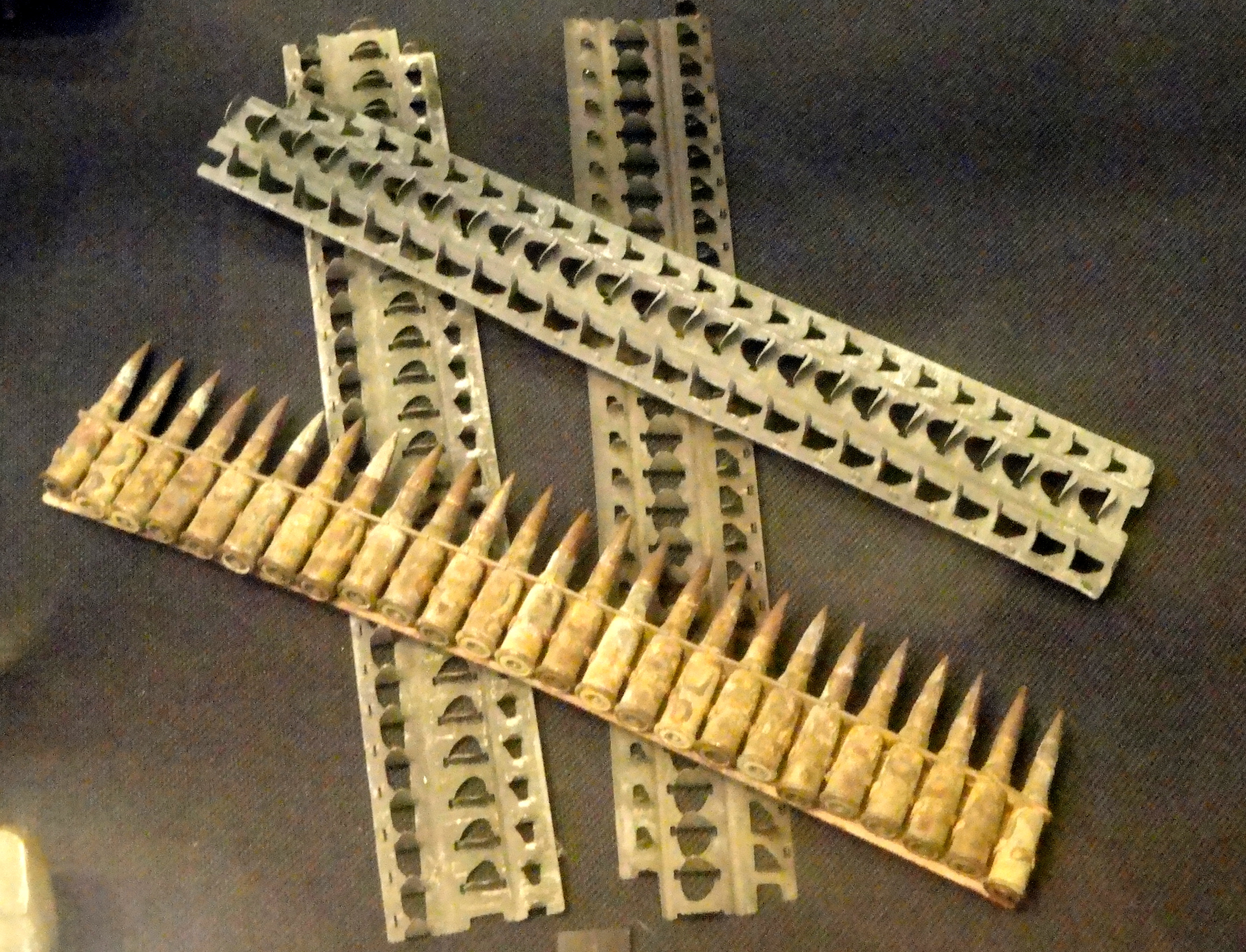
Bandes chargeur rigides de 24 cartouches exposées au National World War I Museum at the Liberty Memorial de Kansas City (Missouri) (États-Unis)
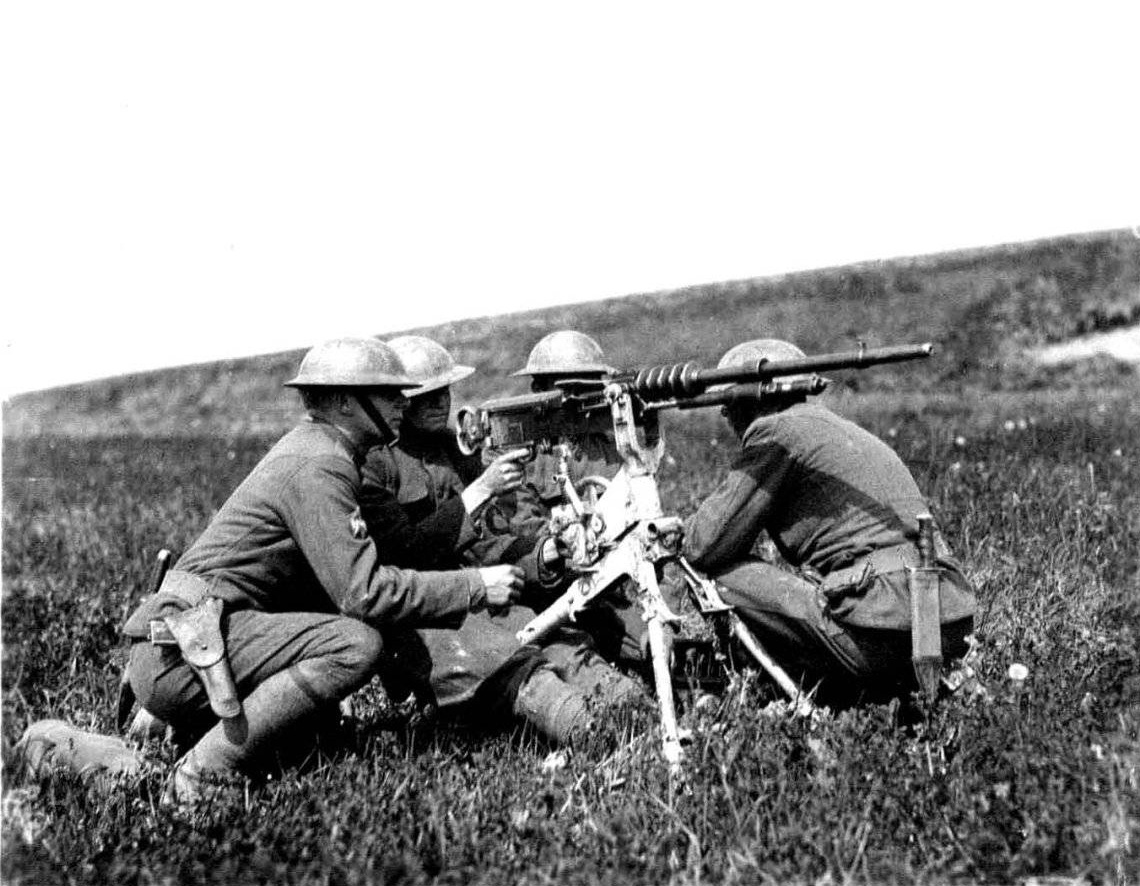
Équipe de mitrailleurs du 1er corps expéditionnaire américain, mettant en œuvre une Hotchkiss modèle 1914 près de Froissy (Oise, France) (10 mai 1918)
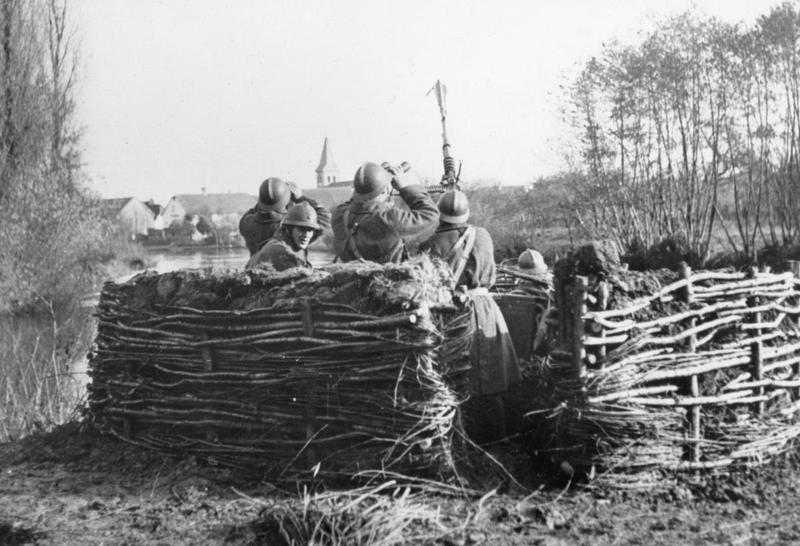
Position de DCA, armée française, 1939-40